# John Brayford
John Robert Brayford (* 29. Dezember 1987 in Stoke-on-Trent) ist ein ehemaliger englischer Fußballspieler.

## Karriere

### Bis 2013
John Brayford debütierte in der Saison 2005/06 für Burton Albion in der fünftklassigen Conference National und etablierte sich in der anschließenden Spielzeit als Stammspieler beim Verein aus Burton-upon-Trent. 2007/08 erreichte die Mannschaft als Tabellenfünfter die Play-offs, scheiterte jedoch vorzeitig an Cambridge United.
Am 1. September 2008 wechselte der 20-jährige Brayford zum Drittligisten Crewe Alexandra und sicherte sich schnell einen Platz in der Abwehr seiner neuen Mannschaft. Crewe beendete die Football League One 2008/09 als Drittletzter und stieg damit in die vierte Liga ab. Die Football League Two beendete der Verein in der Saison 2009/10 lediglich im unteren Tabellendrittel. John Brayford konnte sich trotz der insgesamt negativen mannschaftlichen Leistungen auszeichnen und wurde am Saisonende ins PFA Team of the Year der vierten Liga gewählt. Am 19. Mai 2010 wurde John Brayford vom Zweitligisten Derby County verpflichtet, bei dem er bis zum Sommer 2013 blieb.

### 2013–2016
Zur Saison 2013/14 wechselte Brayford für eine Ablöse von 1,74 Millionen Euro zum Verein Cardiff City, der als Aufsteiger in der Premier League spielte. Brayford stand allerdings in der Saison nicht ein einziges Mal bei einem Premier-League-Spiel im Kader der Mannschaft. Seine Liga-Premiere im Trikot von Cardiff hatte er erst nach dem Abstieg des Vereins im August 2014 in der EFL Championship.
Zwischenzeitlich war Brayford von Januar bis zum Mai 2014 an den damaligen Drittligisten Sheffield United verliehen und erreichte in der Zeit mit der Mannschaft von Sheffield das Halbfinale des FA-Cups und verpasste die Play-offs der League One nach einer Aufholjagd von den Abstiegsrängen knapp. Nach seiner Rückkehr nach Cardiff am Ende der Leihe spielte er in der zweiten englischen Liga insgesamt 26-mal für City, bevor er im Januar 2015 für eine Ablöse von 2,3 Millionen Euro vollständig zu Sheffield United wechselte, an das er ein Jahr zuvor verliehen gewesen war. Nach eigenen Aussagen war Brayford bereit gewesen, eine Gehaltskürzung zu akzeptieren, um zu Sheffield zurückkehren zu können, da er sich dort wesentlich geschätzter fühlte als dies in Cardiff der Fall gewesen war. Er selbst und auch der Verein verbanden mit dem Wechsel die Hoffnung, dass Brayford helfen könne, dass Sheffield bald in die EFL Championship aufsteigen und auch die Premier League in den Blick nehmen würde. Doch die Hoffnungen erfüllten sich nicht. Zu Beginn der Saison 2015/16 konnte er aufgrund einer Knieverletzung mehrere Monate nicht spielen, am Ende der Saison fehlte er wochenlang wegen einer Wadenverletzung, sodass er in der Liga nur 19 Spiele machte. Sheffield beendete die Saison als Elfter der League One.

### Ab 2016
Im August 2016 wurde Brayford an seinen früheren Verein, den Zweitligisten Burton Albion, ausgeliehen. Hier traf er Nigel Clough, unter dem er schon in seinen frühen Jahren bei Burton, bei Derby und bei Sheffield United trainiert hatte. Nach Ablauf der Leihe Ende der Saison 2016/17 kehrte Brayford zunächst zu Sheffield zurück, wechselte dann aber Ende August 2017 dauerhaft von Sheffield zu Burton. Hier wurde er in den nächsten Jahren ein Leistungsträger des Vereins, der aber am Ende der Saison 2017/18 in die League One abstieg und seitdem dort spielt. Bis zum Sommer 2024 absolvierte Brayford fast 250 Ligaspiele, in denen er über 20 Tore schoss. Ab der Saison 2020/21 war er Kapitän von Burton. In der Saison 2021/22 gewann er die Auszeichnungen Players' Player and Supporters' Player of the Season des Klubs, obwohl er monatelang wegen einer Oberschenkelverletzung ausgefallen war.
Am Ende der Saison 2023/24 entschied sich Brayford trotz des Angebotes, den Vertrag als Spieler bei Burton Albion noch einmal zu verlängern, dafür, seine Karriere als Spieler zu beenden und ins Trainer-Team von Burton zu wechseln.